# Complesso di castrazione
Il complesso di castrazione o angoscia di castrazione (in tedesco Kastrationsangst) è un concetto della psicoanalisi classica, che risale alla teoria di Sigmund Freud e che fu successivamente sviluppato da Jacques Lacan.

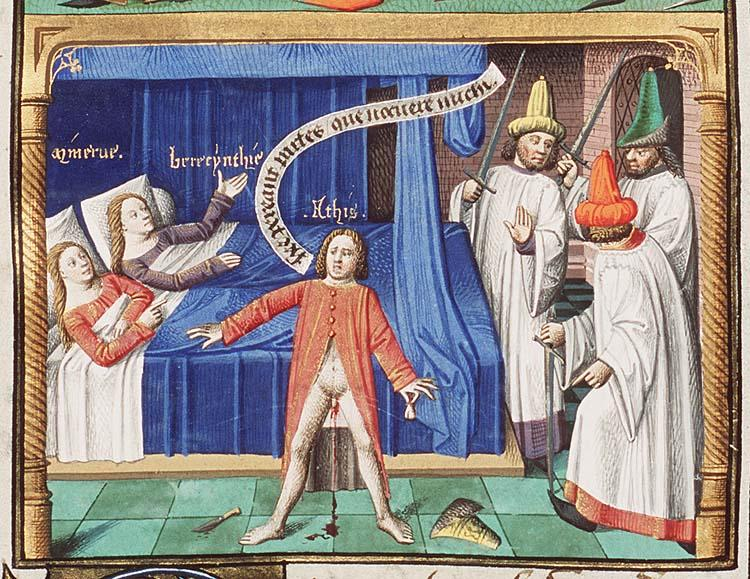
L'evirazione di Attis (da una miniatura medievale)

L'angoscia di castrazione sarebbe causata dalla paura dell'evirazione sia in senso letterale che metaforico; una paura travolgente di lesione o perdita del pene. Secondo la teoria di Freud il bambino ha timore di subire un danno ai genitali da parte del genitore dello stesso sesso (ad esempio il figlio che ha paura del padre) come punizione per i sentimenti sessuali verso il genitore dell'altro sesso (ad esempio il figlio verso la madre). L'angoscia di castrazione inizierebbe fra i 3 e 5 anni, durante lo stadio noto come fase fallica dello sviluppo secondo Freud. Sebbene sia tipicamente associata ai maschi, il complesso riguarderebbe, in modi diversi, anche le femmine.

## Descrizione

### Secondo Freud
Nella psicoanalisi freudiana, l'angoscia di castrazione si riferisce a una paura inconscia della perdita del pene che si origina durante lo stadio fallico dello sviluppo psicosessuale. Secondo Freud, quando il bambino viene a conoscenza delle differenze tra genitali maschili e femminili, assume che il pene delle donne sia stato rimosso e diventa quindi ansioso che il proprio possa essere reciso dal suo rivale, la figura paterna, come punizione per aver desiderato la figura materna.
Nella teoria freudiana è implicito che sia le ragazze che i ragazzi attraversino gli stessi stadi di sviluppo: fasi orale, anale e fallica. Freud, tuttavia, riteneva che le conseguenze potrebbero essere diverse perché l'anatomia dei sessi è differente. La controparte femminile dell'angoscia di castrazione fu allora individuata nell'invidia del pene. Tale concetto fu introdotto per la prima volta da Freud in un articolo pubblicato nel 1908 dal titolo Sulle teorie sessuali dei bambini. Si presumeva che le bambine invidiassero coloro (per lo più i loro padri) che possedevano un pene perché a loro era stato rimosso, in sostanza erano già state "castrate". L'invidia che sperimentavano era quindi la reazione al loro inconscio desiderio di essere come un bambino e di avere un pene. 
Per il bambino, la scoperta della differenza di genere ha invece un altro significato, egli si sente inconsciamente minacciato della possibilità di perdere il suo pene. Questa paura si manifesta come angoscia di castrazione. Soprattutto nel contesto del complesso edipico, questa angoscia può avere conseguenze positive per lo sviluppo sessuale del bambino. Questo è possibile se il bambino rinuncia all'inconscio desiderio incestuoso della madre, per via del timore che il padre, suo rivale, lo punisca castrandolo.
Questo costringe il bambino a soddisfare il suo desiderio nel mondo extra-familiare (con altre donne/bambine). Normalmente, il bambino riesce a dare una svolta positiva a questa situazione identificandosi con il padre. Non desidera più assassinare suo padre e portare via la madre, ma desidera piuttosto essere come il padre e avere il suo potere. La rappresentazione simbolica di questo potere è il fallo. Entrando nella maturità sessuale, il bambino ottiene un fallo suo, lo "strumento sessuale" con il quale è ora in grado di realizzare un distacco emotivo dalla situazione edipica e infine anche fisicamente dalla casa dei genitori.
Secondo Freud questi complessi, sia nelle bambine (invidia del pene) sia nei bambini (angoscia di castrazione), sono fondamentali nello sviluppo dell'identità di genere e sessuale.

### Secondo Lacan
Secondo Jacques Lacan, la castrazione è la "mancanza simbolica di un oggetto immaginario". L'oggetto immaginario della castrazione è il fallo immaginario, il membro virile delle fantasie; la mancanza, tuttavia, è simbolica, relativa al discorso, al significante.
Inoltre, l'agente della castrazione è il padre reale, il padre come realtà esteriore a cui la madre fa riferimento attraverso le sue parole.